# هوبره لودویگ
هوبره لودویگ (نام علمی: Neotis ludwigii) نام یک گونه از سرده هوبره‌های نو است.